# Río Guerrero (Chiapas)
Río Guerrero es una localidad del estado mexicano de Chiapas. Es parte del municipio de Amatenango de la Frontera.

## Demografía
| Gráfica de evolución demográfica |
|                                  |

| Censo | Población |
| ----- | --------- |
| 1921  | 68        |
| 1930  | 105       |
| 1940  | 139       |
| 1950  | 133       |
| 1960  | 198       |
| 1970  | 273       |
| 1980  | 330       |
| 1990  | 667       |
| 2000  | 833       |
| 2010  | 939       |
| 2020  | 1 025     |